# N-Space
n-Space Inc. a fost un  american de dezvoltator de video game fondat în 1994 de Erick S. Dyke, Dan O'Leary și Sean Purcell. A dezvoltat jocuri în aproape o duzină de platforme diferite, dar s-a concentrat în principal pe console și portabile Nintendo în particular din 2001. Jocul Geist a fost un proiect secundar, dezvoltat în cooperare cu Nintendo. În martie 2016, a fost anunțat că n-Space s-a închis din motive necunoscute.

## Jocuri dezvoltate
| An   | Titlu                                              | Editor                   | Platforme                                    |
| ---- | -------------------------------------------------- | ------------------------ | -------------------------------------------- |
| 1997 | TigerShark                                         | GT Interactive           | Windows, PlayStation                         |
| 1997 | Bug Riders: The Race of Kings                      | GT Interactive           | Windows, PlayStation                         |
| 1998 | Duke Nukem: Time to Kill                           | GT Interactive           | PlayStation                                  |
| 1998 | Rugrats: Search for Reptar                         | THQ                      | PlayStation                                  |
| 1999 | Rugrats: Studio Tour                               | THQ                      | PlayStation                                  |
| 2000 | Die Hard Trilogy 2: Viva Las Vegas                 | FOX Interactive          | Windows, PlayStation                         |
| 2000 | Danger Girl                                        | THQ                      | PlayStation                                  |
| 2000 | Duke Nukem: Land of the Babes                      | Infogrames               | PlayStation                                  |
| 2000 | Mary-Kate and Ashley: Magical Mystery Mall         | Acclaim                  | PlayStation                                  |
| 2001 | Mary-Kate and Ashley: Crush Course                 | Acclaim                  | Windows, PlayStation                         |
| 2002 | Mary-Kate and Ashley: Sweet 16 – Licensed to Drive | Acclaim                  | GameCube, PlayStation 2                      |
| 2005 | Geist                                              | Nintendo                 | GameCube                                     |
| 2005 | GoldenEye: Rogue Agent                             | EA Games                 | Nintendo DS                                  |
| 2007 | Winx: Join the Club                                | Konami                   | PlayStation Portable                         |
| 2007 | Call of Duty 4: Modern Warfare                     | Activision               | Nintendo DS                                  |
| 2008 | Star Wars: The Force Unleashed                     | LucasArts                | Nintendo DS                                  |
| 2008 | Call of Duty: World at War                         | Activision               | Nintendo DS                                  |
| 2008 | Target Toss Pro: Bags                              | Incredible Technologies  | WiiWare                                      |
| 2008 | Hue Pixel Painter                                  | Activision               | Nintendo DS                                  |
| 2009 | Hannah Montana: The Movie                          | Disney Interactive       | Xbox 360, Nintendo DS, Wii, PlayStation 3    |
| 2009 | Marvel: Ultimate Alliance 2                        | Activision               | Nintendo DS, Wii, PlayStation 2              |
| 2009 | Carnival King                                      | Incredible Technologies  | WiiWare                                      |
| 2009 | Star Wars Battlefront: Elite Squadron              | LucasArts                | Nintendo DS                                  |
| 2009 | Call of Duty: Modern Warfare – Mobilized           | Activision               | Nintendo DS                                  |
| 2010 | Toy Story 3: The Video Game                        | Disney Interactive       | Nintendo DS                                  |
| 2010 | Target Toss Pro: Lawn Darts                        | Incredible Technologies  | WiiWare                                      |
| 2010 | 007: Blood Stone                                   | Activision               | Nintendo DS                                  |
| 2010 | Goldeneye 007                                      | Activision               | Nintendo DS                                  |
| 2010 | Golf Cart Ranger                                   | N-Space                  | iOS                                          |
| 2010 | Call of Duty: Black Ops                            | Activision               | Nintendo DS                                  |
| 2010 | Tron: Evolution – Battle Grids                     | Disney Interactive       | Nintendo DS, Wii                             |
| 2011 | Call of Duty: Modern Warfare 3: Defiance           | Activision               | Nintendo DS                                  |
| 2011 | Jillian Michaels' Fitness Adventure                | Majesco                  | Xbox 360/Kinect                              |
| 2011 | Jaws: Ultimate Predator                            | Majesco Entertainment    | Nintendo 3DS                                 |
| 2012 | 5 Micro Lab Challenge                              | Microsoft Studios        | Xbox 360/Kinect                              |
| 2012 | Heroes of Ruin                                     | Square Enix              | Nintendo 3DS                                 |
| 2012 | RollerCoaster Tycoon 3D                            | Atari                    | Nintendo 3DS                                 |
| 2012 | Skylanders: Giants                                 | Activision               | Nintendo 3DS                                 |
| 2013 | Skylanders: Swap Force                             | Activision               | Nintendo 3DS                                 |
| 2014 | Suits and Swords                                   | Sony Pictures Television | iOS, Android                                 |
| 2015 | WWE 2K Mobile                                      | 2K Games                 | iOS, Android                                 |
| 2015 | Sword Coast Legends                                | Digital Extremes         | Windows, Linux, Mac, PlayStation 4, Xbox One |

### Anulate
| Title                           | Publisher             | Platform                    |
| ------------------------------- | --------------------- | --------------------------- |
| Austin Powers: Oh, Behave!      | Rockstar Games        | PlayStation 2               |
| Dexter's Laboratory             | BAM! Entertainment    | PlayStation 2               |
| Duke Nukem D-Day                | GT Interactive        | PlayStation 2               |
| Mary-Kate and Ashley in ACTION! | Acclaim Entertainment | PlayStation 2               |
| Fear (Geist)                    | None                  | Xbox (mutat către GameCube) |
| Winter                          | None                  | Wii                         |
| Sphere                          | Nintendo              | Wii                         |
| Haggar (Halo Mega Bloks Game)   | None                  | Xbox 360                    |